# 布兰德河畔诺因基兴
布兰德河畔诺因基兴是德国巴伐利亚州的一个市镇。总面积26.40平方公里，总人口7892人，其中男性3886人，女性4006人（2011年12月31日），人口密度299人/平方公里。